# Panama na Letnich Igrzyskach Olimpijskich 1972
Panamę na Letnich Igrzyskach Olimpijskich 1972 reprezentowało siedmiu zawodników. Był to 7. start reprezentacji Panamy na Letnich Igrzyskach Olimpijskich.

## Skład kadry

### Boks
Mężczyźni
- Luis Ávila - waga kogucia - 33. miejsce
- Roy Hurdley - waga lekka - 33. miejsce

### Lekkoatletyka
Mężczyźni
- Donaldo Arza

800 metrów - odpadł w eliminacjach
1500 metrów - odpadł w eliminacjach

### Podnoszenie ciężarów
Mężczyźni
- Ildefonso Lee - waga lekka - 19. miejsce
- Henry Phillips - waga ciężka - 23. miejsce

### Zapasy
Mężczyźni
- Wanelge Castillo - waga musza, styl wolny - niesklasyfikowany
- Segundo Olmedo - waga lekka, styl wolny - niesklasyfikowany